# Liste des évêques de Gweru
Cette page présente la liste des évêques de Gweru, au Zimbabwe. 
La préfecture apostolique de Fort Victoria est créée ex nihilo le 14 novembre 1946. Elle est érigée en vicariat apostolique le 24 juin 1950.
Ce dernier est érigé en diocèse et change de dénomination le 1er janvier 1955 pour devenir le diocèse de Gwelo. Il change à nouveau de dénomination le 25 juin 1982 après l'indépendance du Zimbabwe et le changement de nom de la ville pour devenir le diocèse de Gweru (en) (Dioecesis Gueruensis).

## Préfet apostolique
- 28 mars 1947-24 juin 1950 : Aloysius Haene, préfet apostolique de Fort Victoria.

## Vicaire apostolique
- 24 juin 1950-1er janvier 1955 : Aloysius Haene, promu vicaire apostolique de Fort Victoria.

## Évêques
- 1er janvier 1955-3 février 1977 : Aloysius Haene, promu évêque de Gwelo.
- 3 février 1977-† 14 janvier 1987 : Tobias Chiginya (Tobias Wunganayi Chiginya), évêque de Gwelo, puis de Gweru (25 juin 1982).
- 14 janvier 1987-25 octobre 1988 : siège vacant
- 25 octobre 1988-† 6 février 2004 : Francis Mugadzi (Francis Xavier Mugadzi)
- 6 février 2004-11 mai 2006 : siège vacant
- 11 mai 2006-28 avril 2012 : Martin Munyanyi
- 28 avril 2012-15 juin 2013 : siège vacant
- 15 juin 2013-†15 octobre 2017 : Xavier Munyongani
  - 24 octobre 2017-11 septembre 2020 : Michael Bhasera, évêque de Masvingo, administrateur apostolique
- depuis le 11 septembre 2020 : Rudolf Nyandoro, précédemment évêque de Gokwe

## Sources
- Fiche du diocèse sur le site catholic-hierarchy.org